# DVDFab
DVDFab ist heute eine modular aufgebaute Sammlung verschiedener Kopier- und Konvertierwerkzeuge für DVD und Blu-ray Disc, die von dem chinesischen Softwareunternehmen Fengtao Software produziert und vertrieben wird.

## Entstehung und Geschichte
Die zugehörigen Programme können einzeln wahlweise in einer zeitlich begrenzt oder lebenslang gültigen Lizenz erworben werden und existieren in Versionen für Windows sowie macOS. Das Betreiben der Windows-Anwendungen unter Linux mit Hilfe von Wine funktioniert in den meisten Fällen zufriedenstellend. Die Software wurde 2019 für alle Produkte weltweit von über 120 Millionen Menschen verwendet. Laut eigener Website von DVDFab hat die Tool-Software 126 Millionen Benutzer.
Gegen die Raubkopiersoftware DVDFab wurde 2014 in den USA erfolgreich geklagt.
Ursprünglich entstand DVDFab aus dem Projekt DVDToolbox. Beide Projekte wurden von dem deutschen Entwickler Joerg Plenert bis zur Reform des Urheberrechts im Jahr 2003 betrieben.
Mit Erscheinen der Version 5 wurden die zuvor angebotenen Programmvarianten DVDFab Gold und DVDFab Platinum funktionell erweitert und neu strukturiert. Dabei wurden die Paketfunktionen auf die nachfolgend beschriebenen, weitgehend unabhängigen Teilprogramme verteilt.
Ab Version 8 kann DVDFab für Transcodierungsvorgänge unter Nutzung der CUDA-Technologie brachliegende Ressourcen von Nvidia-Grafikkarten nutzen und somit den Umwandlungsvorgang deutlich beschleunigen. Ein vergleichbares Verfahren für ATI-Karten (ATI Stream Acceleration) wird derzeit nur bei der Decodierung von Videomaterial unterstützt.
Ab Version 8.0.9.0 basiert die Benutzeroberfläche des Programms auch bei den stabilen Versionen nur noch auf Qt, während zuvor für einige Monate Beta-Versionen jeweils auf Qt und nicht auf Qt basierend angeboten wurden. Als Gründe für die Nutzung von Qt führt der Entwickler die bessere Möglichkeit zur Bereitstellung verschiedener Skins an, außerdem sei der Umstieg ein wichtiger Schritt in Richtung einer Mac-Version gewesen. Die neue Qt-Oberfläche unterscheidet sich für den Anwender nur geringfügig von der Oberfläche früherer Versionen.
Am 23. September 2011 wurde eine als „Preview“ bezeichnete Version für macOS mit noch unvollständigem Funktionsumfang veröffentlicht. Ab Version 8.1.3.8 vom 10. Dezember 2011 wird die Mac-Version zum regulären Verkauf angeboten und neben der Windows-Version bereitgestellt.
Im Direktverkauf durch den Hersteller ist DVDFab ausschließlich als Downloadversion erhältlich. In Deutschland werden von der bhv Publishing GmbH verschiedene Kaufhausversionen auf CD vertrieben, welche in einer Box ausgeliefert werden und eine zweijährige Updateberechtigung beinhalten. Diese Versionen unterscheiden sich in der Zusammenstellung der verfügbaren Module und sind als All-In-One-Suite, Mein Filmkopierer 11 bzw. Meine Filme unterwegs 11 erhältlich.

## Module des Hauptprogramms
Während es bis Version 7 noch bestimmte Abhängigkeiten zwischen Modulen gab, sind ab Version 8 alle Module außer 2D to 3D Converter einzeln und unabhängig voneinander lauffähig. Ab dem 11. Juni 2015 gibt es den Modus 2D to 3D Converter nicht mehr. Allerdings sind all seine Features im DVD Ripper, Blu-ray Ripper und Video Converter integriert. Das Programmpaket enthält dabei immer sämtliche Module, die je nach vorgefundener Lizenz aktiviert oder deaktiviert werden. In der Demoversion sind alle Module zeitlich begrenzt verfügbar. Wenn eine Lizenz für mindestens ein Modul vorliegt, können die nicht lizenzierten Module auf Wunsch ausgeblendet werden.

### DVD Copy
Das Kernmodul kopiert Inhalte einer Video-DVD auf Festplatte (rippen) oder auf einen (beschreibbaren) optischen Datenträger. Wie bei vergleichbaren Programmen kann das Material erforderlichenfalls transcodiert werden, um Inhalte einer DVD9 auf einem handelsüblichen DVD5-Rohling unterbringen zu können. Ebenso besteht die Möglichkeit, bestimmtes Material (z. B. Menüs, fremdsprachige Audiospuren, Untertitelspuren) aus der Kopie zu entfernen. Als besondere Funktion ist es außerdem möglich, Inhalte verschiedener DVD-Quellen zu einer einzelnen DVD derart zusammenzuführen, dass diese automatisch ohne Pause aufeinanderfolgend abgespielt werden. Vor Version 8 wurde dieses Modul unter der Bezeichnung DVD to DVD vertrieben.

### Blu-ray Copy
Das Blu-ray-Modul erweitert die Software um die Möglichkeit, auch Blu-ray-Medien zu kopieren. Ab Version 6 kann DVDFab Material einer BD50 auf die Größe eines handelsüblichen BD25-Rohlings herunterrechnen. Das Herunterrechnen auf DVD-Größe wird ab Version 8.0.4.0 von diesem Modul nicht mehr unterstützt, sondern wurde in das Modul Blu-ray to DVD Converter ausgelagert. Wie beim DVD-Modul können unerwünschte Inhalte aus der Kopie entfernt werden. Vor Version 8 wurde dieses Modul unter der Bezeichnung Blu-ray to Blu-ray vertrieben.

### UHD Copy
UHD Copy erweitert die Software in Version 9 nun um die Möglichkeit auch 4K UHD-Medien zu kopieren und zu komprimieren. Das Kopieren der UHD ist als verlustfreies Backup oder als 4K Ultra HD Blu-ray Komprimierung auf einer leeren Disc oder als ISO/Ordner auf HDD möglich. Wie beim DVD- und Blu-ray-Modul können unerwünschte Inhalte aus der Kopie entfernt werden.

### DVD Ripper
Dieses Modul ermöglicht es Material einer Video-DVD in Formate verschiedener videofähiger mobiler Endgeräte zu konvertieren. Vor Version 8 wurde dieses Modul unter der Bezeichnung DVD to Mobile vertrieben. Erst ab Version 8 ist dieses Modul auch ohne DVD Copy lauffähig.

### Blu-ray Ripper
Ab Version 7 verfügt die Software optional über die Möglichkeit, auch Inhalte von Blu-ray-Medien zu mobilen Containerformaten zu konvertieren (z. B. MKV, AVI, DivX und konsoleneigene Formate). Ab Version 8.0.5.0 ist Das Modul Blu-ray 3D Ripper im Programm enthalten. Ab Version 9.0.3.3 Beta werden die zwei Module zu DVDFab Blu-ray-Ripper (3D Plus) zusammengeführt. Mit diesem Modul können alle 2D/3D Blu-rays in verschiedene 2D/3D Video-/Audioformate nach Bedürfnissen gerippt/konvertiert werden. Ab Version 9.1.5.0 wird in den USA nur noch eine spezielle funktionsreduzierte Version von DVDFab angeboten, in der dieses Modul nicht mehr verfügbar ist – auch nicht für Kunden, die für eine frühere Version eine gültige Lizenz besitzen.

### UHD Ripper
Ab Version 9 verfügt die Software nun über das Modul UHD Ripper, das UHD-Blu-ray-Filme in MKV und M2TS Videos konvertiert und in verlustfreies Video (MP4/MKV/M2TS.Passthrough) und Audio (DTS-HD, TrueHD, TrueHD Atmos und DTS:X) rippt.

### DVD to Blu-ray Converter
Ab Version 9.1.7.4 hat DVDFab dieses neue Modul freigegeben und einem die Möglichkeit angeboten, viele DVD-Titel von vielen verschiedenen DVD-Quellen auf einer Blu-ray Disc oder einer Datei zu verbinden und zu konvertieren, so dass man seine DVD-Serien oder -Sammlungen ganz einfach sichern und anschauen kann.

### Blu-ray to DVD Converter
Ab Version 8.0.4.0 existiert dieses Modul, mit dem der Inhalt von Blu-ray-Medien mit entsprechendem Qualitätsverlust auf DVD-Größe heruntergerechnet werden kann. In früheren Versionen war diese Funktion Teil des Moduls Blu-ray Copy.

### Blu-ray to UHD Converter
Das Modul Blu-ray to UHD Converter ermöglicht das sogenannte 4K Upscaling von standardmäßiger Blu-ray Qualität zu 4K UHD Blu-ray. Es unterstützt Eingabeformate wie Blu-ray-Disc, ISO-Dateien und Ordner.

### UHD to Blu-ray Converter
Das Modul UHD to Blu-ray Converter ist in der Lage, eine UHD-Blu-ray in eine standardmäßige Blu-ray herunterzustufen und diese neu kreierte Blu-ray auf eine leere BD50/BD25 Disc zu brennen.

### 2D to 3D Converter
Dieses Modul ist seit Programmversion 8.0.9.0 im Paket enthalten und erweitert die Module DVD Ripper, Blu-ray Ripper und Video Converter um die Möglichkeit, 2D-Videomaterial in 3D-Material umzurechnen und in verschiedenen Containerformaten (derzeit AVI, MP4, MKV, FLV, M2TS oder TS) zu speichern. Da es sich um eine Erweiterung handelt, wird zusätzlich mindestens eines der genannten Module zwingend benötigt.
Ab der Version 9.2.0.2 (11. Juni 2015) wird DVDFab 2D to 3D Converter nicht mehr als Einzelprodukt verkauft. Allerdings sind alle seine Features im DVD Ripper, Blu-ray Ripper und Video Converter integriert.

### Video Converter
Video Converter ist ein reines Konvertierprogramm, das ein bereits in Dateiform vorliegendes Video in andere Formate umwandeln kann. Das Auslesen und Transcodieren von DVD-Material ist mit diesem Modul allein nicht möglich. Vor Version 8 wurde dieses Modul unter der Bezeichnung File to Mobile vertrieben.

### DVD Creator
Mit diesem Modul können fast alle gängigen Videodateien aus dem Internet, Videocamcorder, Handy usw. in ein DVD Videoformat zu konvertieren und sie für die Wiedergabe auf Standalone-Playern auf leere DVD Discs zu brennen.

### Blu-ray Creator
Dieses Modul wandelt alle Videodateien auf dem PC in BD-Videoformate um. Er unterstützt fast alle Videoformate wie MKV, MP4, AVI, M2TS, TS, MOV, WMV, WMA, 3GP, FLV, M4V und VOB. Damit kann man nicht nur Videoclips auf Disc brennen, sondern auch Filme im Blu-ray Ordner auf der Festplatte für ein späteres Brennen sichern.

### UHD Creator
Diese Modul wurde in der Version 9 der Software hinzugefügt und bietet nun die Möglichkeit selbstgemachte 4K Ultra HD Blu-rays aus 4K-Videos aus Formaten wie AVI, MP4, MKV, MOV, FLV, WMV zu erstellen und diese 4K-Videos auf BD-100, BD-66 oder BD-50 zu brennen oder sie als ISO-Image oder Ordner auf der Festplatte zu speichern.

### Blu-ray Recorder Copy
Das Modul Blu-ray Recorder Copy kopiert BDAV Blu-rays, die von live Übertragungen aufgenommen wurden und kopiert diese auf leere Blu-ray-Discs oder als ISO-Images.

### 4K Recorder Copy
Das Modul 4K Recorder Copy ermöglicht in der Software das Entschlüsselt und Kopieren von 4K BDAV Blu-rays, die von live 4K Übertragungen aufgenommen wurden. Es fungiert sowohl als 4K BDAV Decrypter, als auch als Backup Software.

### Blu-ray Recorder Ripper
Das Modul Blu-ray Recorder Ripper fügt die Möglichkeit hinzu, BDAV Blu-rays, die von live Übertragungen aufgenommen wurden zu rippen und in verschiedene Video- und Audiodateien zu konvertieren.

### 4K Recorder Ripper
Das Modul 4K Recorder Ripper rippt 4K BDAV Blu-rays, die von live 4K Übertragungen aufgenommen wurden in MKV-oder MP4-Videos. Es fungiert sowohl als 4K BDAV Decrypter als auch als Converter.

### UHD Drive Tool
Das Modul UHD Drive Tool kann UHD-unfreundliche Firmware downgraden/herunterstufen, um ein UHD-Laufwerk für ein UHD-Blu-ray-Backup kompatibel zu machen.

### HD Decrypter
Mit diesem Modul können Inhalte eines Mediums auf Festplatte kopiert werden. Beschreiben von optischen Medien, Kompression oder ausgefeiltes Reauthoring sind damit nicht möglich, dafür ist es – als einziges Modul des ansonsten kommerziellen Paketes – Freeware. Unterstützung für neu erschienene Medien und neue Kopierschutzverfahren wird in dieses Modul unter Umständen erst einige Monate später integriert.

### File Transfer
Das ursprünglich kostenpflichtige, seit April 2013 (Version 9.0.3.6) jedoch kostenfrei angebotene Programm File Transfer soll das Transferieren von kompatiblem Videomaterial auf mobile Endgeräte erleichtern. Obwohl es prinzipiell auch einzeln installiert werden kann, arbeitet es unmittelbar mit den Modulen DVD Copy und Blu-ray Copy zusammen. Die Einzelnutzung ist kaum sinnvoll, da für das reine Transferieren von Daten auf mobile Geräte in der Regel bereits vom Hersteller des Gerätes Möglichkeiten bereitgestellt werden. File Transfer allein kann weder transcodieren noch konvertieren, d. h. das zu überspielende Material muss bereits in einem passenden Dateiformat vorliegen oder unter Nutzung der genannten Module des Hauptprogramms in ein solches gebracht werden.
Derzeit ermöglicht File Transfer lediglich die Übertragung auf die Geräte iPod, PSP und Zune und wurde abgesehen von geringfügigen Oberflächenanpassungen seit mehreren Jahren nicht weiterentwickelt.

## Weitere Programme der DVDFab-Serie
Neben dem modularen Hauptprogramm existieren einige einzeln lauffähige Programme, die die Arbeit mit dem Hauptprogramm ergänzen oder Funktionen des Hauptprogramms für andere Anwendungen verfügbar machen.

### DVDFab Passkey
DVDFab Passkey ist ein separates Programm, das ähnlich wie AnyDVD arbeitet. Es handelt sich dabei um einen im Hintergrund aktiven Prozess, der Kopierschutztechnologien und andere Einschränkungen von DVD- und Blu-ray-Medien entfernt und die Videodaten ungeschützt an die verarbeitende Anwendung weiterreicht. Das Programm verwendet dieselben Entschlüsselungsfunktionen wie die DVDFab-Module und ergänzt DVDFab in keiner Weise. Die Verwendung von Passkey ist somit nur dann sinnvoll, wenn Material nicht mit DVDFab verarbeitet werden soll.
Während einer öffentlichen Beta-Phase gab es nur eine Version, die alle Funktionen enthielt und kostenlos verfügbar war. Seit November 2010 wird das Programm in drei verschiedenen Versionen angeboten: Passkey DVD arbeitet nur mit DVDs und Passkey Blu-ray nur mit Blu-ray-Medien. Beide Versionen sind kostenpflichtig. Außerdem existiert die kostenlose Version Passkey Lite, die sowohl mit DVDs als auch mit Blu-rays arbeiten kann, jedoch einige Funktionen der Kaufversionen nicht enthält (bei DVDs: kein Entfernen von CPPM/CPRM und strukturellen Kopierschutzmechanismen wie ARccOS, bei Blu-rays: keine Unterstützung von BD+ und keine Verarbeitung von Discs, die MKB v12 oder höher enthalten).

### Free DVD
Free DVD entfernt CSS, den analogen Macrovisions-Kopierschutz und Nutzereinschränkungen (UOPs) von DVD-Daten, die bereits mit einem anderen Programm unbearbeitet auf Festplatte kopiert wurden. Es wird kostenlos angeboten, enthält jedoch keine Funktion zum Rippen einer DVD auf Festplatte und unterstützt wie Passkey Lite keine Kopierschutztechniken, die auf strukturellen Fehlern basieren.

### DVDFab Region Reset
Der für Blu-ray-Medien zu verwendende Regionalcode darf auf einem System normalerweise nur wenige Male geändert werden. Das kostenlose Programm DVDFab Region Reset kann zum einen dieses Limit in verbreiteten Software-Playern wie etwa PowerDVD zurücksetzen und zum anderen die Regionalcode-Einstellungen unterstützter Player ändern, ohne dass diese Änderung vom Limit der noch verbleibenden Änderungen abgezogen wird.
Die Funktion von DVDFab Region Reset ist auch in DVDFab Passkey enthalten.

### DVDFab Virtual Drive
Das kostenlose Zusatzprogramm DVDFab Virtual Drive erstellt, ähnlich wie Alcohol 120%, Virtual CD oder Virtual Clone Drive, bis zu 18 virtuelle DVD- oder Blu-ray-Laufwerke, in welche ISO-Abbilder physischer Datenträger gemountet werden können.

### DVDFab Inspector
DVDFab Inspector ist ein kostenloses Programm, damit das System nach CD- /DVD-/Blu-ray Laufwerken zu scannen und diese zu analysieren. Man kann sich alle Informationen, wie z. B. die unterstützten Medien, die Firmware-Version, die Schreib- und Lesemöglichkeiten und die maximalen Geschwindigkeiten anzeigen lassen.

### PlayerFab
PlayerFab (DVDFab Media Player) ist ein Software-Player für DVD- und Blu-ray-Discs, Disc Images sowie viele gängige Videoformate. Bis zur offiziell nicht mehr verfügbaren Version 4 existierte die Software in einer kostenlosen Free Version und einer kostenpflichtigen Pro Version. Nur die kostenpflichtige Version enthält Unterstützung für Disc-Menüs, während die kostenfreie Version lediglich Videomaterial ohne Menü (einzelne Videodateien oder Disc-Images, die beim Ripvorgang so modifiziert wurden, dass direkt der Hauptfilm gestartet wird) wiedergeben kann. Ab Version 5 werden eine Ultra Version und eine ebenfalls kostenpflichtige, aber funktionsreduzierte Standard Version angeboten. DVDFab Media Player kann wie das Hauptprogramm mit verschiedenen Laufzeiten der Updateberechtigung erworben werden.
Obwohl die AACS-Lizenzbedingungen seit 2012 die Unterstützung von Cinavia verlangen, enthält DVDFab Media Player als einer der wenigen kommerziellen Player bis heute keine Routinen für die Erkennung des entsprechenden Wasserzeichens. Beim Abspielen kopierter bzw. nicht kopiergeschützter Medien mit in der Audiospur vorhandenem Cinavia-Wasserzeichen treten die Effekte des Cinavia-Kopierschutzes (in der Regel Stummschaltung der Audioausgabe nach ca. 20 Minuten) nicht ein. DVDFab Media Player enthält jedoch keinerlei Funktionen zum Umgehen eines auf der eingelegten Disc vorhandenen Kopierschutzes. Die indirekte Umgehung von Cinavia ist dem Design dieses Kopierschutzes geschuldet, das eine aktive Erkennung des Wasserzeichens voraussetzt.
Da DVDFab Media Player erst nach 2012 erstmals erschien und bis heute mit Aktualisierungen versorgt wird, legt die fehlende Unterstützung von Cinavia die Vermutung nahe, dass es sich bei DVDFab Media Player nicht um einen von der AACS LA lizenzierten Blu-ray-Spieler handelt.

## Rechtliche Aspekte
Die Standardversion von DVDFab umgeht nach Aussage des Herstellers ohne Nachfrage oder Möglichkeit zur Einflussnahme neben CSS auch sämtliche sonstigen derzeit eingesetzten Kopierschutztechniken für DVDs sowie die AACS-Verschlüsselung von Blu-ray-Medien. Eine Aushebelung des BD+-Kopierschutzes ist seit November 2009 ebenfalls realisiert und seit Januar 2011 kann für einen bestimmten Sonderfall auch das Cinavia-Wasserzeichen verfälscht und damit ausgehebelt werden.
Aus diesen Gründen sind das Bewerben, der Vertrieb und die nicht dem eigenen Privatgebrauch dienende Nutzung von DVDFab für kopiergeschützte Medien in den meisten EU-Staaten, unter anderem auch in Deutschland und Österreich, gemäß geltender Urheberrechtsgesetze nicht zulässig. Auf dvdfab.net wurde bis zur Einführung des gänzlich ohne Verschlüsselungsumgehung arbeitenden Produktes BluFab im April 2014 eine Version des Hauptprogramms angeboten, die keine Entschlüsselungsfunktionen für CSS enthielt, andere Kopierschutzverfahren jedoch wie die vollständige Version umgehen konnte. Die deutsche Domain dvdfab.de verweist allerdings auf die vollständige Version, wie sie bis Februar 2014 auch unter dvdfab.com bereitgestellt wurde.
DVDFab verwendet die freie Software FFmpeg, weist jedoch erst ab Version 8.1.0.2 auf diese Tatsache hin und stellt weder den Quellcode der vorgenommenen Anpassungen noch die vorgeschriebenen Lizenzinformationen bereit. Damit verletzt DVDFab die GNU Lesser General Public License, unter der FFmpeg veröffentlicht wurde.
Am 21. Februar 2014 hat die AACS LA eine einstweilige Verfügung gegen Unternehmen, Websitebetreiber und Personen beantragt, die mit dem Unternehmen Fengtao Software Inc. (Entwickler von DVDFab) in Verbindung stehen. Das New Yorker Bundesgericht hat in Abwesenheit von Vertretern von Fengtao Software Inc. zugunsten der AACS folgendes entschieden:
- Beschlagnahmung verschiedener Domains, u. a. dvdfab.com
- Betreiber sozialer Netzwerke und Suchmaschinen wie Google und Facebook wurden aufgefordert, jeglichen Service für DVDFab einzustellen.
- Außerdem wurden Zahlungsdienstleister aufgefordert, Zahlungen an Fengtao einzufrieren und den Service einzustellen.